# カプリチオシリーズ
カプリチオシリーズ（正式名：CAPRICCIO）は、タイトーが開発・販売しているプライズゲームに分類されるアーケードゲーム機。

## 概要
一般的なクレーンゲームと同様で、プレイヤーがクレーンを操作し、景品を獲得するゲームである。この「カプリチオシリーズ」の場合、操作には2つまたは3つの押しボタンを使用する機種、スティックと押しボタン各1つずつを使用する機種に分かれる。
3つボタン操作の機種の場合、操作手順は
1. 景品口上または、各台設定の初期位置に位置しているクレーンを、第1ボタンで左右いずれか（単方向のみ）に移動させる。移動中は限界点に到達する以前であれば動き続け、ボタンを離すと停止、再度押してもそれ以上は動かない。
2. 第2ボタンでクレーンを奥方向に移動させる。なお、クレーンはボタンを離すか限界点に達するまでは動き続ける。
3. 第3ボタンでクレーンを左右に回転させる。その際クレーンは左右に約180°ずつ回転し、ボタンを離すか制限時間が来るまでは回転し続ける。
4. 自動的にアームが開き、クレーンが下降する。この時、第3ボタンを押すと下降を止めることもできる。使用しなければ、限界点まで降りる。
5. アームが閉じる→クレーンが上昇する→クレーンが景品口上に移動する→アームが開閉、という動作が行われ、初期状態に戻る。

となる。2つボタンの機種では、このうち第3ボタンを用いる操作が無い以外は同様である。
スティックとボタンの操作の場合は、
1. 景品口上または、各台設定の初期位置に位置しているクレーンを、スティックで移動させる。移動方向は前後左右斜めの8方向で、制限時間であれば、何度でも移動可能である。
2. ボタンでクレーンを左右に回転させる。その際クレーンは左右に約180°ずつ回転し、ボタンを離すか制限時間が来るまでは回転し続ける。
3. 自動的にアームが開き、クレーンが下降する。この時、ボタンを押すと下降を止めることもできる。使用しなければ、限界点まで降りる。
4. アームが閉じる→クレーンが上昇する→クレーンが景品口上に移動する→アームが開閉、という動作が行われ、初期状態に戻る。

となる。
なお、3ボタン搭載機やスティック操作機でも、回転機能やボタンでの降下停止機能を店側が意図的に切っていることもある。

## シリーズ機
- CAPRICCIO（カプリチオ）
稼働開始：1991年
最大同時プレイ人数：2人
操作方法：横移動ボタン＋奥移動ボタン
カプリチオシリーズの初代機種。
ルーレット機能が搭載されており、「LUCKY CHANCE!」に止まると1プレイ追加となる。
BGMはZUNTATA（当時）の"karu."こと海野和子が担当。
楽曲「タパタパ・パ」「Walze for myu」「On the lsland」は、CD『Wellcome to the karu. LAND』に収録されている。
- NEW CAPRICCIO（ニューカプリチオ）
稼働開始：1992年
最大同時プレイ人数：2人
操作方法：横移動ボタン＋奥移動ボタン
カプリチオシリーズの2代目。
筐体はピンクを基調としたカラーデザインとなっている。
アームユニットにスロットが搭載されており、3つの数字が揃うと「777」で2プレイ、それ以外は1プレイ追加となる。
- CAPRINA（カプリーナ）
稼働開始：1993年
最大同時プレイ人数：2人
操作方法：横移動ボタン＋奥移動ボタン
カプリチオシリーズの3代目。
基本構造は「NEW CAPRICCIO」と変わらない。デザイン、BGMが変更されている。黄色を基調としている。
タイトーの直営店舗向けバージョンとして発売された。
- CAPRiCCiO SPiN（カプリチオスピン）
稼働開始：1994年
最大同時プレイ人数：2人
操作方法：横移動ボタン＋奥移動ボタン＋回転ボタン
カプリチオシリーズの4代目。
初めて「回転機能」が搭載された機種。
スロット機能が搭載されており、3つの数字が揃うと1プレイ追加となる。
- CAPRiCCiO SPiN2（カプリチオスピン 2）
稼働開始：1996年
最大同時プレイ人数：2人
操作方法：ジョイスティック＋回転ボタン
カプリチオシリーズの5代目。
移動がジョイスティック操作になったことで回転ボタンを押す又は制限時間以内なら自由に操作が可能になった。
景品取り出し口の大きさが変更された。
スロット機能が搭載されており、3つの数字が揃うと1プレイ追加となる。
- CAPRiCCiO SPiN J（カプリチオスピン J）
稼働開始：1997年?
最大同時プレイ人数：2人
操作方法：ジョイスティック＋回転ボタン
ボタン操作だった「CAPRiCCiO SPiN」をジョイスティック操作に改造したバージョン。
これにより制限時間内なら何度でも移動可能となった。
- NEW CAPRICCIO2（ニューカプリチオ2）
稼働開始：1998年
最大同時プレイ人数：2人
操作方法：横移動ボタン＋奥移動ボタン
カプリチオシリーズの6代目。
スロット機能が搭載されており、3つの数字が揃うと追加でプレイできる。111~666は1プレイ、777は2プレイ追加される。888~000では追加されない。
- Capriccio Cyclone（カプリチオサイクロン）
稼働開始：1999年
最大同時プレイ人数：2人
操作方法：横移動ボタン＋奥移動ボタン＋回転ボタン
クレーンの可動スペースが広くなった。
また、再度ボタンによる移動方式へ戻され、景品の落とし口が後方に変更となった。
ビルボードは黄色、その他はピンク色及び白色を基調としたもの。
カプリチオシリーズで初めてステレオBGMが採用された。BGMはノーマルBGM、クリスマスBGM、夏用BGM、正月BGMの4曲。
スロット、ルーレット機能はこの機種より搭載されなくなった。
セガがディズニーとのコラボ筐体を出したことに対抗してユニバーサルとのコラボ筐体が少数製造された。ユニバーサル仕様の基盤はBGM/SEが異なる。
  - Capriccio Cyclone SR（カプリチオサイクロン SR）
稼働開始：2000年
最大同時プレイ人数：2人
操作方法：横移動ボタン＋奥移動ボタン＋回転ボタン
「Capriccio Cyclone」の系列機種。
筐体のデザイン及びにBGMは「Capriccio Cyclone」と共通。
  - Capriccio Cyclone Pure（カプリチオサイクロン ピュア）
稼働開始：2001年
最大同時プレイ人数：2人
操作方法：横移動ボタン＋奥移動ボタン＋回転ボタン
「Capriccio Cyclone」の系列機種。
ビルボードは赤色、青色、緑色。その他は白色。
「Capriccio Cyclone」や「Capriccio Cyclone SR」と異なり、アーム動作音やBGMが後の「CAPRiCCIO PRO」とほぼ同じとなっている。
- CAPRiCCIO PRO（カプリチオプロ）
稼働開始：2001年
最大同時プレイ人数：2人
操作方法：ジョイスティック＋回転ボタン
「CAPRiCCiO SPiN2」と同じスティックと回転ボタンによる操作へ、景品口についても前方に戻った。
ビルボードは黄色、その他はピンクを基調としている。
待機BGMや操作音などは「Capriccio Cyclone Pure」と同一のものを採用している。
- CAPRICCIO SESAME（カプリチオ・セサミ）
稼働開始：2001年?
最大同時プレイ人数：1人
操作方法：左移動ボタン・右移動ボタン＋奥移動ボタン
子供の目線に合わせた高さの機種。
移動ボタンは「←ボタン(左方向)」、「→ボタン(右方向)」、「↑ボタン(奥方向)」の3つ。
ただし左右移動ボタンは1プレイ中はいずれか一方しか用いることは出来ない。左右どちらかのボタンを操作した後、奥方向へと移動させ、後は自動で動作する。
回転機能、及び下降停止機能は装備されていない。
筐体カラーは青色を基調としており、コントロールパネル部分は赤色のものが存在する。
- CAPRICCIO SPLASH（カプリチオ・スプラッシュ）
稼働開始：2001年?
最大同時プレイ人数：2人
操作方法：横移動ボタン＋奥移動ボタン
「CAPRICCIO SESAME」の2人プレイ用。
筐体カラーはブルーを基調としており、コントロールパネル部分は赤色。
セガがディズニーとのコラボ筐体を出したことに対抗してユニバーサルとのコラボ筐体を少数製造した。ユニバーサル仕様は青と黄色をベースにしたデザインになり基盤はBGM/SEが異なる。
- CAPRICCIO LIFT（カプリチオリフト）
稼働開始：2002年
最大同時プレイ人数：2人
操作方法：ジョイスティック＋上昇ボタン＋下降ボタン
フックに景品を引っかけてゲットするタイプのクレーンゲーム。
ビルボードは白色、その他はブルーを使用。
「CAPRiCCIO PRO」と同様の筐体形状を採用している。
BGMはZUNTATA（当時）の古川典裕が担当。
- CAPRICCIO mini（カプリチオミニ）
稼働開始：2002年
最大同時プレイ人数：1人
操作方法：横移動ボタン＋奥移動ボタン
1人用の省スペース機種。
3本アーム仕様。小型景品に対応している。
回転機能は搭載していない。
オレンジ、イエロー、ピンクの3色が存在する。
エスプランの「カリーノ1」の姉妹機種である。
- CAPRICCIO MOVE（カプリチオムーブ）
稼働開始：2002年
最大同時プレイ人数：2人
操作方法：ジョイスティック＋スイングボタン／横移動ボタン＋奥移動ボタン＋スイングボタン
ジョイスティック操作版と、ボタン操作版それぞれのコントロールパネルがあり、店側で選択可能。
従来の横移動と奥移動に加えて、前後スイングボタンを用いて操作する。
スイングボタンでアームが前後にスイングし、従来の機種では狙うことができなかった、フロントガラス付近の景品にも届くようにしてスペースを無駄なく使えるようになった。
このスイング機能の搭載により、回転機能は搭載されていない。
この機種から爪のネジ止めの部分に切り込みが入りネジを外さずとも緩めることで爪の交換が可能になった。
筐体のデザインはカプリチオG-oneシリーズやカプリチオリフトWに引き継がれた｡
- CAPRICCIO G-one（カプリチオジーワン）
稼働開始：2003年
最大同時プレイ人数：2人
操作方法：ジョイスティック＋回転ボタン（下降停止ボタン）／横移動ボタン＋奥移動ボタン＋回転ボタン（下降停止ボタン）
ジョイスティック操作版と、ボタン操作版それぞれのコントロールパネルがあり、店側で選択可能。
また、回転ボタンを使用後、クレーンが下降している際に再度回転ボタンを押すことにより好きな高さで下降を止める機能も付いている。
回転機能や下降停止機能は店側でOFFにすることも可能。
アームユニット内部に景品を感知するセンサーが搭載されており、景品を掴んだ状態でアームユニットが上昇しきると演出が入る。その後に景品を落とすと特殊なゲームオーバー音が鳴る。
カラーバリエーションとして「ブルー」「ピンク」と「プラチナ」が存在する。
ディスプレイフィールドのカラーはオレンジ色で、高さの調節も可能となっている。
ディスプレイフィールド演出用のライトとFL管が標準装備されている。
BGMはZUNTATA（当時）の小倉久佳が担当。楽曲「French少女←→東京Girl」は、CD『ダライアスバースト リミックス ワンダーワールド』購入者特典CD「L'ab-normal Limited」[1]及び、小倉氏のCDアルバム「O-parts」に収録。
- FANTASY SESAME（ファンタジー・セサミ）
稼働開始：2004年頃
最大同時プレイ人数：1人
操作方法：左移動ボタン・右移動ボタン＋奥移動ボタン
「CAPRICCIO SESAME」のマイナーチェンジ版。
「CAPRICCIO SESAME」との違いはほとんどない。
カラーバリエーションはグリーンとオレンジが存在し、いずれも白を基調としたもの。
- CAPRICCIO SESAME2（カプリチオ・セサミ2）
稼働開始：2004年
最大同時プレイ人数：1人
操作方法：左移動ボタン・右移動ボタン＋奥移動ボタン
「CAPRICCIO SESAME」の後継機種。
フィールドがすり鉢状へ変更になった。これにより、少ない景品数でもボリューム感のあるフィールドを演出することが可能となった。
新たに白を基調とした配色に変更となり、カラーバリエーションとして「ピンク」と「ブルー」が存在する。
- CAPRICCIO LIFT W（カプリチオリフト ダブル）
稼働開始：2004年
最大同時プレイ人数：2人
操作方法：ジョイスティック＋上昇ボタン＋下降ボタン
「CAPRICCIO LIFT」のダブルフックバージョン。
筐体のデザインはカプリチオG-oneHGと同一｡
BGMはZUNTATA（当時）の小倉久佳が担当。
楽曲「BADGIRL」は、CD『reZonance world ～ZUNTATA 30th ANNIVERSARY～』DISC3「L'ab-normal Limited 3」[2]及び、小倉氏のCDアルバム「O-parts」に収録。
楽曲「設計Ⅲ -壮大な計画-」は、「O-parts」にのみ収録。
- CAPRICCIO G-one HG（カプリチオジーワン ハイグレード）
稼働開始：2004年
最大同時プレイ人数：2人
操作方法：ジョイスティック＋回転ボタン（下降停止ボタン）／横移動ボタン＋奥移動ボタン＋回転ボタン（下降停止ボタン）
「CAPRICCIO G-one」のマイナーチェンジバージョン。
カラーバリエーションは、「CAPRICCIO G-one」で展開されていた「ブルー」「ピンク」「プラチナ」に加えて、新たに「ゴールド」が追加された。
アームユニットカバーのデザインが本体の色が白から灰色かかった白に変わり、中央部分の銀色の帯がホログラフィック状の帯に変わった他にカバーを止める横の蓋も黒色の縁取りと黒色のG-oneロゴからゴールドは金色の縁取りとホログラフィックのG-oneロゴ、それ以外のカラーバリエーションは銀色の縁取りとホログラフィックのG-oneロゴに変更された。
ディスプレイフィールドのカラーがイエローに変更となった他に2分割化されたことで手前のフィールドを坂にする等設定の幅が広くなった。
演出用のネオン管がLEDへ変更されている。
- CAPRICCIO LIGHT（カプリチオライト）
稼働開始：2004年?
最大同時プレイ人数：2人
操作方法：横移動ボタン＋奥移動ボタン＋回転ボタン
「CAPRICCIO G-one」の廉価版？。
基本型な機能は「CAPRICCIO G-one」と同一だがディスプレイフィールドや演出用のアームユニット内部センサーやネオン管、スポットライトと言った無くとも運営できるパーツは省略された。
カラーバリエーションは「イエロー」のみ。
- CAPRICCIO STAR（カプリチオスター）
稼働開始：2005年
最大同時プレイ人数：4人
操作方法：すくうボタン＋落下ボタン
ナムコ「スウィートランド」シリーズに似たドーム型筐体を採用。
ルールも「スウィートランド」と同様、景品をショベルですくって、スライドするプッシャーテーブル上に落とし、その後落とし口に落ちれば獲得というもの
また、ショベルを2本アームに取り換えてキャッチメカとして運用できる点や、プッシャーテーブルをスロープに変更することも可能であるなど、差別化を図っている。
カラーバリエーションとして、ブルーとピンクが存在する。
BGMはZUNTATA（当時）の小倉久佳が担当。楽曲「設計Ⅱ -構築-」「Pumpit」は小倉氏のCDアルバム「O-parts」に収録。
- CAPRICCIO SESAME 2α（カプリチオ・セサミ2アルファ）
稼働開始：2006年
最大同時プレイ人数：1人
操作方法：ジョイスティック＋決定ボタン／左移動ボタン・右移動ボタン＋奥移動ボタン
「CAPRICCIO SESAME2」の系列機。
新たにジョイスティックでの操作が可能となった。
従来の「CAPRICCIO SESAME」シリーズ機よりアームの移動速度が1.5倍になった。
従来機種よりも一回り小さいアームが付属した。
アームユニットを「2本アーム仕様」から「3本アーム仕様」へ取り替えることも可能になった。
「CAPRICCIO SESAME2」と同様の3ボタン操作版も存在する。
カラーバリエーションとして、ピンク、ブルー、シルバーの3色が存在し、いずれも白を基調としたもの。
- CAPRICCIO STAR RS（カプリチオスター RS）
稼働開始：2007年
最大同時プレイ人数：4人
操作方法：すくうボタン＋落下ボタン
「CAPRICCIO STAR」のマイナーチェンジバージョン。
- CAPRICCIO G-one+（カプリチオジーワン プラス）
稼働開始：2009年頃
最大同時プレイ人数：2人
操作方法：ジョイスティック＋回転ボタン（下降停止ボタン）／横移動ボタン＋奥移動ボタン＋回転ボタン（下降停止ボタン）
「CAPRICCIO G-one」のマイナーチェンジバージョン。
コントロールパネルのラインカラーが赤に変更された。
演出用のスポットライト、およびネオン管やLEDは廃止となった。
- "アームユニットカバーのデザインや内部の機構は「CAPRICCIO G-one HG」と同仕様。
- CAPRICCIO FORCE（カプリチオ フォース）
稼働開始：2009年
最大同時プレイ人数：4人
操作方法：左移動ボタン・右移動ボタン＋奥移動ボタン＋回転ボタン／スティック＋回転ボタン
カプリチオシリーズ初の4人プレイ用。
全ての動作をボタンで操作するものと、スティックとボタンで操作するものの2種類が存在する。
カラーバリエーションとしてピンクとブルーが存在するが、いずれも白を基調としている。
筐体はカプコン「ベルサークル」シリーズに似た「円柱4人用」であるが、切り離して「半円柱2人用×2台」での運営も可能の他に背面を背合わせに配置したカプリチオG-oneシリーズの側面を挟む形や背合わせの配置も可能。オプションパーツのクールヤードの取り付けも可能。
BGMはZUNTATA（当時）の小塩広和が担当。楽曲「ミラクル☆フォース」は、同社ゲームのミュージックガンガン!に収録されている。[3]
発売前は「ファンタジークレーン」という名前で試作開発されていた。
- CAPRICCIO SESAME 2α T（カプリチオ・セサミ2アルファ ティー）
稼働開始：2009年
最大同時プレイ人数：1人
操作方法：ジョイスティック＋決定ボタン／左移動ボタン・右移動ボタン＋奥移動ボタン
「CAPRICCIO SESAME 2α」の系列機。
筐体下部のライン装飾が無くなり白一色になった。
筐体左右、およびコントロールパネル部分のラインカラーはピンクとなっている。
- CAPRICCIO SESAME W（カプリチオ・セサミ ダブル）
稼働開始：2010年
最大同時プレイ人数：2人
操作方法：ジョイスティック＋回転ボタン／左移動ボタン・右移動ボタン＋奥移動ボタン＋回転ボタン
「CAPRICCIO SESAME」シリーズの2人プレイバージョン。
従来の「CAPRICCIO SESAME」シリーズの操作に加え回転機能も新たに追加された。
筐体カラーは白を基調にオレンジ色を配色したもの。
BGMはZUNTATA（当時）の小塩広和が担当。
楽曲「Let's be happy!」はボーカル曲で、CD『COZMO 〜ZUNTATA 25th Anniversary〜』初回限定版特典CD「Lab'-normal Limited2」に収録[4]。
- CAPRICCIO G-one T（カプリチオジーワン ティー）
稼働開始：2010年
最大同時プレイ人数：2人
操作方法：ジョイスティック＋回転ボタン（下降停止ボタン）／横移動ボタン＋奥移動ボタン＋回転ボタン（下降停止ボタン）
「CAPRICCIO G-one」のマイナーチェンジバージョン。
機能や仕様を絞り込むことで、コストパフォーマンスを追求したモデル。
コントロールパネル部分のラインがピンクに変更された。
アームユニットのカバーもデザインに変更点は無いものの、ベースカラーがホワイトからオフホワイトへ変更された。カバー中央部の帯もHG/+のホログラフィック状から灰色に変更された。カバーを止める横の蓋も銀色の縁取りとホログラフィックのG-oneロゴが黒色の縁取りとピンク色のG-oneロゴに変更された。
アームユニット内部の景品を感知するセンサーが省略された。
景品取り出し口に描かれていた「G-one」ロゴは省略され、無地となった。
「CAPRICCIO G-one+」同様、演出用のスポットライト、およびネオン管やLEDが廃止された。
ボタンの点滅色が電球色から白色に変更された。
- NAIL STAGE（ネイルステージ）
稼働開始：2011年
最大同時プレイ人数：2人
操作方法：ジョイスティック＋回転ボタン（下降停止ボタン）／左移動ボタン・右移動ボタン＋奥移動ボタン＋回転ボタン（下降停止ボタン）
「カプリチオ」の名は冠していないものの、シリーズの特徴であるスティックと回転ボタンを搭載。ボタンタイプも存在する。
筐体カラー、およびコントロールパネルカラーはピンクと赤が存在する。
アームユニットのツメ部分には、装飾が施されているものが存在する。
ディスプレイフィールドの可動が電動化され待機中やプレイ時にフィールドを上下可動させることも可能｡
全照明をLED化し、消費電力の削減・省エネ化を特徴としている。
プレイ中のボイス・テーマソングの歌唱は声優の井ノ上奈々。
BGMはZUNTATA（当時）の小塩広和が担当。
発売前は「プレミアムクレーン」という名前で試作開発されていた。
- CAPRICCIO SESAME W White Version（カプリチオ・セサミ ダブル ホワイトバージョン）
稼働開始：2012年
最大同時プレイ人数：2人
操作方法：ジョイスティック＋回転ボタン／左移動ボタン・右移動ボタン＋奥移動ボタン＋回転ボタン
「CAPRICCIO SESAME W」のマイナーチェンジ機。
新たに筐体上部に照明が追加され、さらに明るいフィールド演出が可能になった。
フィールドには新たにディスプレイボックスが追加され、少ない景品数でもボリューム感を演出することが可能となった。
筐体の右側下部に収納スペースが追加され、不要なディスプレイ用のアクリル板などを仕舞うことも可能となった。
- CAPRICCIO BOX（カプリチオボックス）
稼働開始：2019年
最大同時プレイ人数：2人
操作方法：奥移動ボタン＋右移動ボタン＋下降ボタン
UPL/ユウビス「ラッキークレーン」シリーズに似たボックス型筐体を採用。
「カプリチオ」の名は冠してるものの、シリーズの特徴であるスティックと回転ボタンは搭載されていない。
向かい合ってプレイする形となっている。
筐体カラーは白を基調に赤を用いたデザインとなっている。
待機BGMは、ユウアイ販売「VOICE CUTE」と同一のもの、プレイ中の効果音は、北日本通信工業「ジェミニッチ」と同一のものが使用されている。

## トラブル
2013年6月に、CAPRICCIO STAR並びにCAPRICCIO G-oneに使用されている専用クーラーから出火する恐れが判明し、タイトーは専用クーラーの稼働停止を指示した。同年10月にタイトーは専用クーラーの再稼働は技術的に困難と判断し、専用クーラーの自主回収を進めている。